# 国鉄6700形蒸気機関車
6700形は、日本国有鉄道（国鉄）の前身である鉄道院が1911年（明治44年）から製造した、軽旅客列車牽引用の国産テンダー式蒸気機関車である。本項では、本形式を元にして試験的に蒸気過熱器を装備した6750形、および本形式を過熱式に改造したB50形についても記述する。

## 6700形

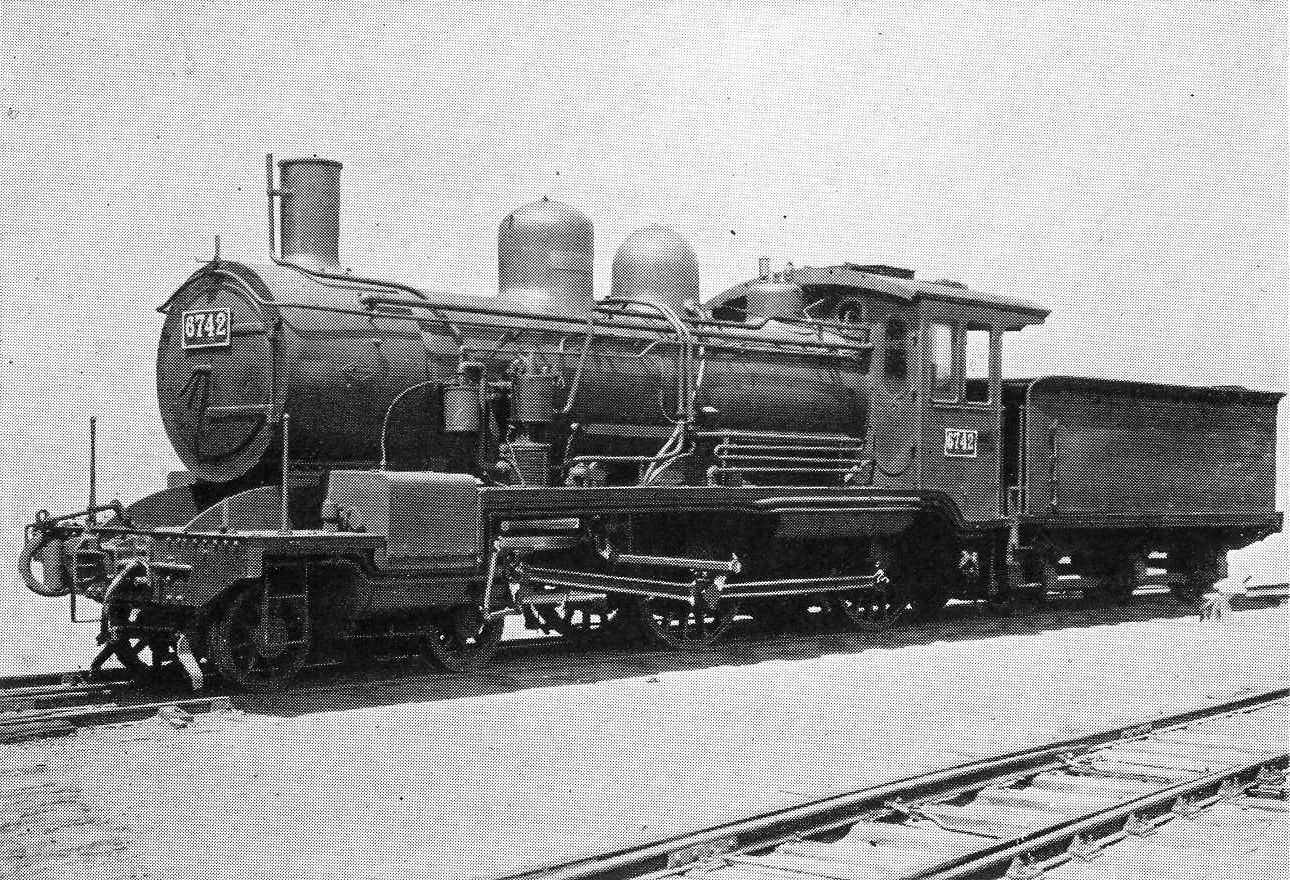
6742

### 概要
1906年（明治39年）から翌年にかけて、鉄道国有法により多くの私鉄が国有化され、各社で使用されていた雑多な機関車が官設鉄道に編入されたが、これを受けて1910年（明治43年）に発足した鉄道院では、国有化以後の標準型機関車の様式を模索していた。その頃、新橋工場長を務めていた森彦三が4-4-2(2B1)形機関車を計画していることを知った、鉄道院工作課長の島安次郎は、このクラスの機関車が求められているとして、国内で生産することとした。しかし、車軸配置については、このクラスの機関車には従輪は不経済で無用という島の持論に基づき、従輪を廃した4-4-0(2B)形車軸配置とされた。こうして計画されたのが6700形であり、細部の設計は、鉄道院時代に神戸工場でリチャード・フランシス・トレビシックの元で機関車製造技術を学び、自らも機関車設計に携わった川崎造船所の太田吉松（おおたきちまつ）が務め、製造は川崎造船所と汽車製造が行なうこととなった。
なお、太田吉松も輸送量の増加に対応するため、4-4-2(2B1)形機関車の設計を進めていたが、島安次郎の「動輪が2つでは将来の輸送需要に対応できない。動輪が3つの機関車を造らねば」との考えにより、計画を変更してドイツ、イギリス、アメリカから機関車を輸入した。
本形式は、1911年から1912年（明治45年）にかけて、46両が製造された。製造年次および製造所別の番号は次のとおりである。
- 1911年 - 16両
  - 汽車製造（4両） : 6700 - 6703（製造番号68 - 71）
  - 川崎造船所（12両） : 6704 - 6715（製造番号1 - 12）
- 1912年 - 30両
  - 汽車製造（15両） : 6716 - 6730（製造番号72 - 75,80 - 90）
  - 川崎造船所（15両） : 6731 - 6745（製造番号39 - 53）

### 構造
車軸配置4-4-0(2B)形の2気筒単式の飽和式機関車である。スタイルは、イギリス製の香りを残しながらもドイツ流儀を取り入れたものだった。煙突はキャップのない単純なパイプ型で、歩み板はシリンダの弁室覆いを避けて4回U字型に屈曲していた。シリンダ直後からは一直線に運転台まで達し、運転台の下部でS字型に下がって、炭水車台枠上面と高さが揃えられた。1912年汽車製造製の一部は、歩み板のシリンダ部の屈曲がなく、一直線に歩み板を通したものがあった。また、1912年製の6716以降は、動輪軸距を2591mmから2692mmに延長し、重量も少し減少した。
本形式の炭水車は、本来3軸固定式の水槽容量2672ガロン形であったが、一部は8700形の4軸ボギー式のものと交換しており、後年には、9600形初期製造車の2軸固定式と交換したものもあった。
8700形と炭水車を振替えたのは、次の18両である。
6704, 6706 - 6716, 6725 - 6728, 6731 - 6733

#### 主要諸元
- 全長：15,894mm
- 全高：3,730mm
- 軌間：1,067mm
- 最大幅：2,591mm
- 軸配置：4-4-0(2B)（アメリカン）
- 動輪直径：1600mm
- 弁装置：ワルシャート式

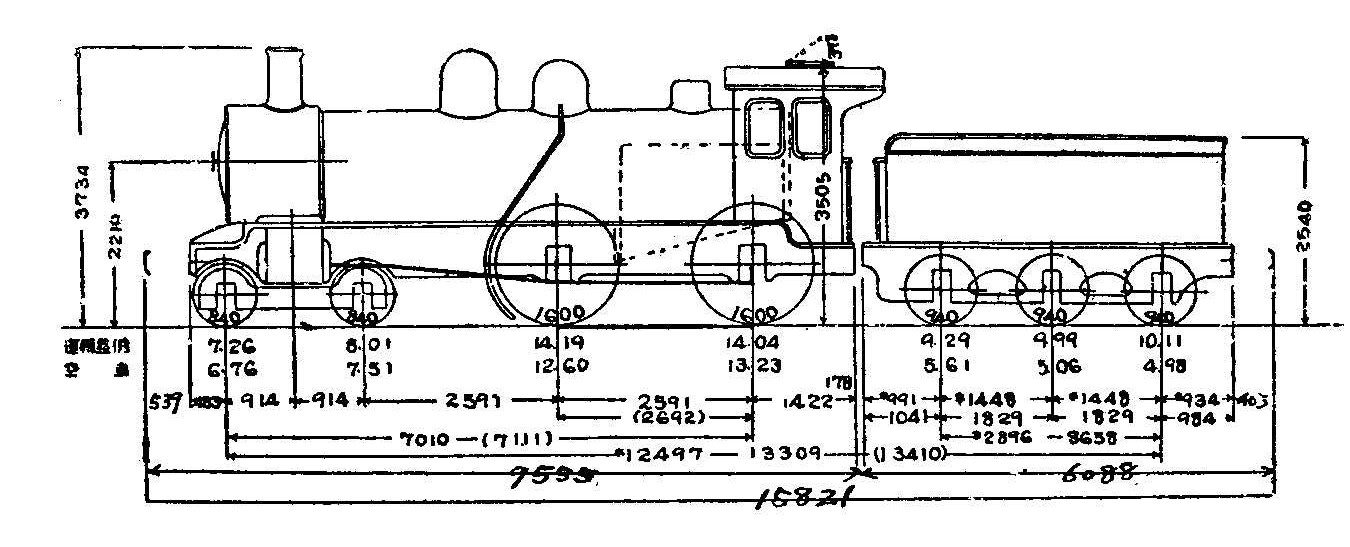
6700形形式図

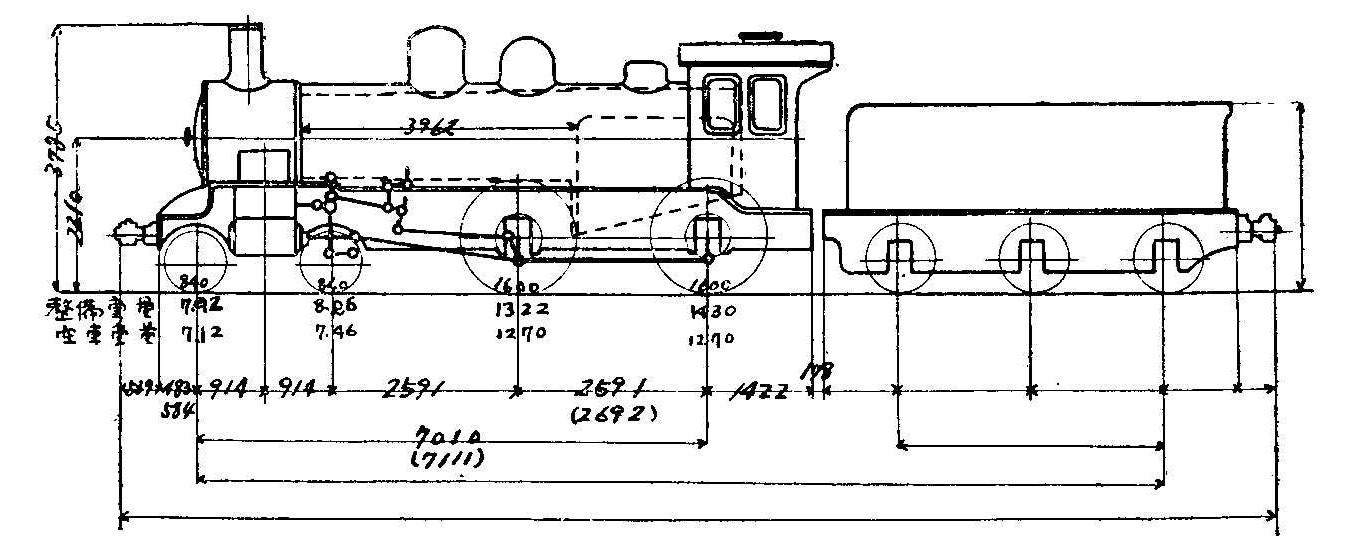
B50形形式図

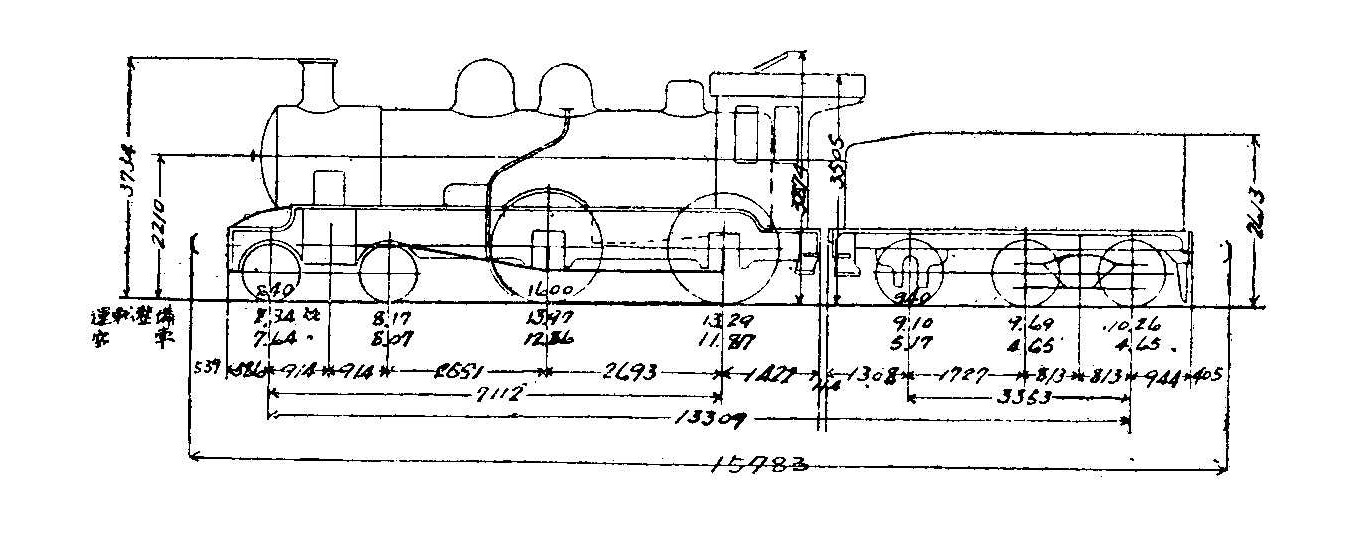
6750形形式図

- シリンダー（直径×行程）：406mm×610mm
- ボイラー圧力：12.7kg/cm2
- 火格子面積：1.58m2
- 全伝熱面積：105.1m2
  - 煙管蒸発伝熱面積：94.8m2
  - 火室蒸発伝熱面積：10.3m2
- ボイラー水容量：4.0m3
- 小煙管（直径×長サ×数）：51mm×3,962mm×150本
- 機関車重量（運転整備）：43.50t
- 機関車重量（空車）：40.10t
- 機関車動輪上重量（運転整備）：28.23t
- 機関車最大軸重（第1動輪上）：14.19t
- 炭水車重量（運転整備）：29.39t
- 炭水車重量（空車）：15.65t
  - 水タンク容量：12.2m3
  - 燃料積載量：3.05t

### 経歴
初配置は、1911年製の6700 - 6715は全車が東北本線増強用に東部鉄道管理局で、1912年製については6716 - 6725, 6731 - 6734が東部、6726 - 6730は中部、6735 - 6745は西部鉄道管理局の配置となった。中部、西部の配置車については、東海道本線、山陽本線の増強用であるが、詳細な使用状況はよくわかっていない。東部では一ノ関庫に多数が配置されて急行・直行列車を牽引していたのが実見されている。
西部配置のものは、後に神戸鉄道局の管轄となったが、1919年ごろまでは梅小路、姫路に配置されて、京都 - 姫路間の列車を牽引していたという。1923年6月末時点で、6735, 6737, 6740, 6743 - 6745の6両が山陰本線西部の浜田、残りの5両が関西本線の亀山に配置されていた。
1928年（昭和3年）度から1930年（昭和5年）度にかけて、本形式のうちの27両が過熱式へ改造され、B50形となった。残った19両のうち大阪鉄道管理局所属の7両（6735 - 6737, 6739, 6740, 6742, 6744）を除いた12両が、1929年（昭和4年）および1930年に廃車となった。1933年6月末時点で、2両（6735, 6739）は吹田、4両（6736, 6737, 6740, 6744）は岡山、6742は鷹取に配置され、いずれも入換専用であった。これらは太平洋戦争後まで在籍し、1949年（昭和24年）から1951年（昭和26年）にかけて廃車となった。民間へ払下げられたもの、保存されたものはない。

## B50形

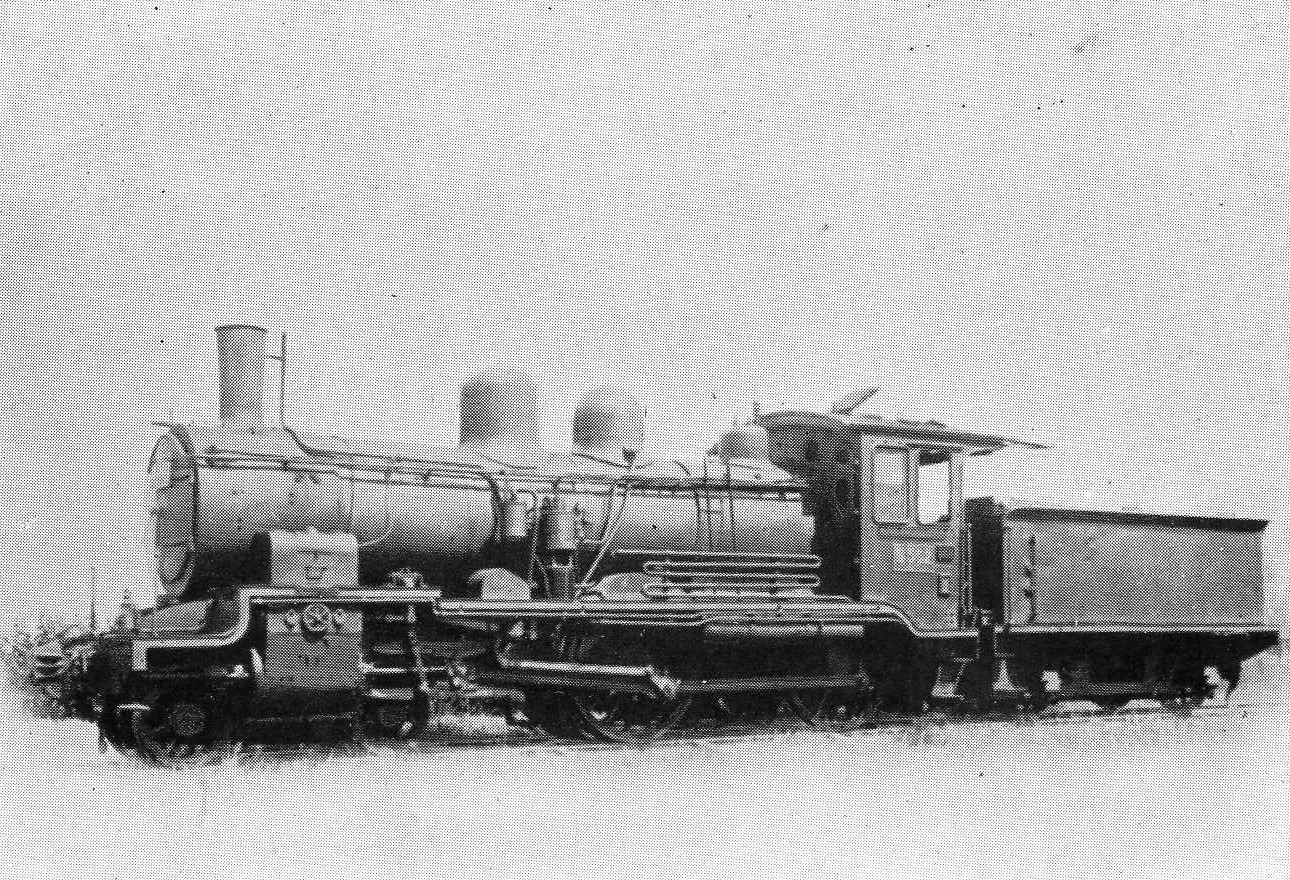
B502

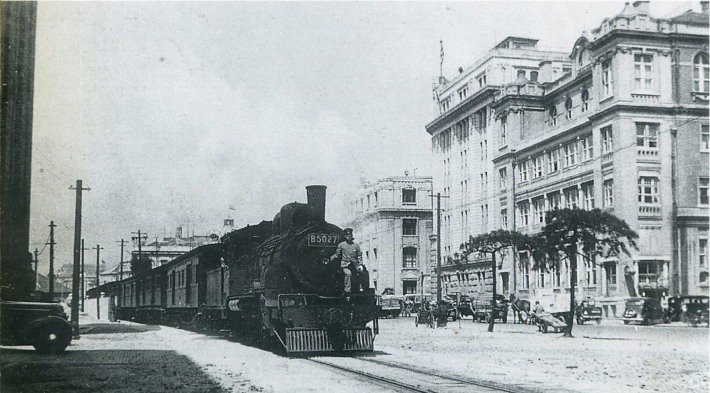
神戸臨港線オリエンタルホテル前を行くB50(昭和7年)

### 概要
B50形は、6700形を過熱式に改造したものである。改造は1928年から1930年にかけ、27両に対して行なわれた。改造所および両数、新旧番号の対照は次のとおりである。
- 1928年（10両）
  - 大宮工場（5両） : B50 1 - 5 ← 6705, 6706, 6729, 6733, 6734
  - 浜松工場（5両） : B50 6 - 10 ← 6726, 6716, 6725, 6717, 6722
- 1929年（11両）
  - 鷹取工場（4両） : B50 11 - 14 ← 6743, 6745, 6738, 6741
  - 小倉工場（7両） : B50 15 - 21 ← 6723, 6721, 6727, 6711 - 6713, 6724
- 1930年（6両）
  - 鷹取工場（6両） : B50 22 - 27 ← 6703, 6701, 6700, 6709, 6708, 6710

改造後は、シリンダがピストン弁に交換されたため、その部分の歩み板の位置がやや高くなり、第2先輪の上部でわずかに段差がつけられ、複雑に屈曲していた前端部の形状も乙字形に単純化された。過熱管寄せの関係で煙室が前方に移動したため、煙突位置はシリンダ中心線からやや前にずれることとなり、煙室下部の左右には、蒸気管覆いが取り付けられた。一部は、砂箱が増設されている。

#### 主要諸元
- 全長：15,826mm
- 全高：3,785mm
- 軌間：1,067mm
- 最大幅：2,515mm
- 軸配置：4-4-0(2B)（アメリカン）
- 動輪直径：1,600mm
- 弁装置：ワルシャート式
- シリンダー（直径×行程）：430mm×610mm
- ボイラー圧力：12.0kg/cm2
- 火格子面積：1.58m2
- 全伝熱面積：106.3m2
  - 過熱伝熱面積：28.8m2
  - 全蒸発伝熱面積：77.5m2
    - 煙管蒸発伝熱面積：67.2m2
    - 火室蒸発伝熱面積：10.3m2
- ボイラー水容量：3.6m3
- 大煙管（直径×長サ×数）：127mm×3,962mm×18本
- 小煙管（直径×長サ×数）：45mm×3,962mm×82本
- 機関車重量（運転整備）：43.60t
- 機関車重量（空車）：40.10t
- 機関車動輪上重量（運転整備）：27.60t
- 機関車最大軸重（第1動輪上）：14.50t
- 炭水車重量（運転整備）：30.90t
- 炭水車重量（空車）：15.65t
  - 水タンク容量：12.2m3
  - 燃料積載量：3.05t

### 経歴
1933年6月末時点の配置は、名古屋鉄道局に10両（B50 1 - 10）、大阪鉄道局に10両（B50 11 - 14, 22 - 27）、門司鉄道局に7両（B50 15 - 21）であった。名古屋局の10両は稲沢で休車となっており、相当荒廃していた。門司局では17と21を小倉工場と浦上で入換用にしていたほかは、宮崎、吉松で休車となっていた。大阪局では、11, 12を東灘、残りを鷹取に配置して神戸臨港貨物線、和田岬線で使用していた。
その後、名古屋局の10両は大阪および広島鉄道局に転属し、1943年（昭和18年）3月末時点で大阪局では東灘、鷹取に加えて姫路にも配置され、計17両が在籍、広島局では広島、小郡、下関に計4両、門司局では吉塚と浦上に計6両が在籍していた。
戦後は、鷹取で戦災を受けたB50 12が1947年（昭和22年）に廃車され、B50 5, 7, 9, 14 - 21も1948年（昭和23年）から1951年にかけて廃車となった。残ったB50 1 - 4, 10, 24 - 27は1955年（昭和30年）3月時点でも東灘、鷹取で入換用として残り、6, 8が竜華、11が紀伊田辺、22が和歌山で第1種休車、13, 23が鷹取で第2種休車となっていた。
入換用のディーゼル機関車の開発が遅れたのが原因であったが、1958年（昭和33年）には全車が廃車となった。民間に払下げられたもの、保存されたものはない。

## 6750形

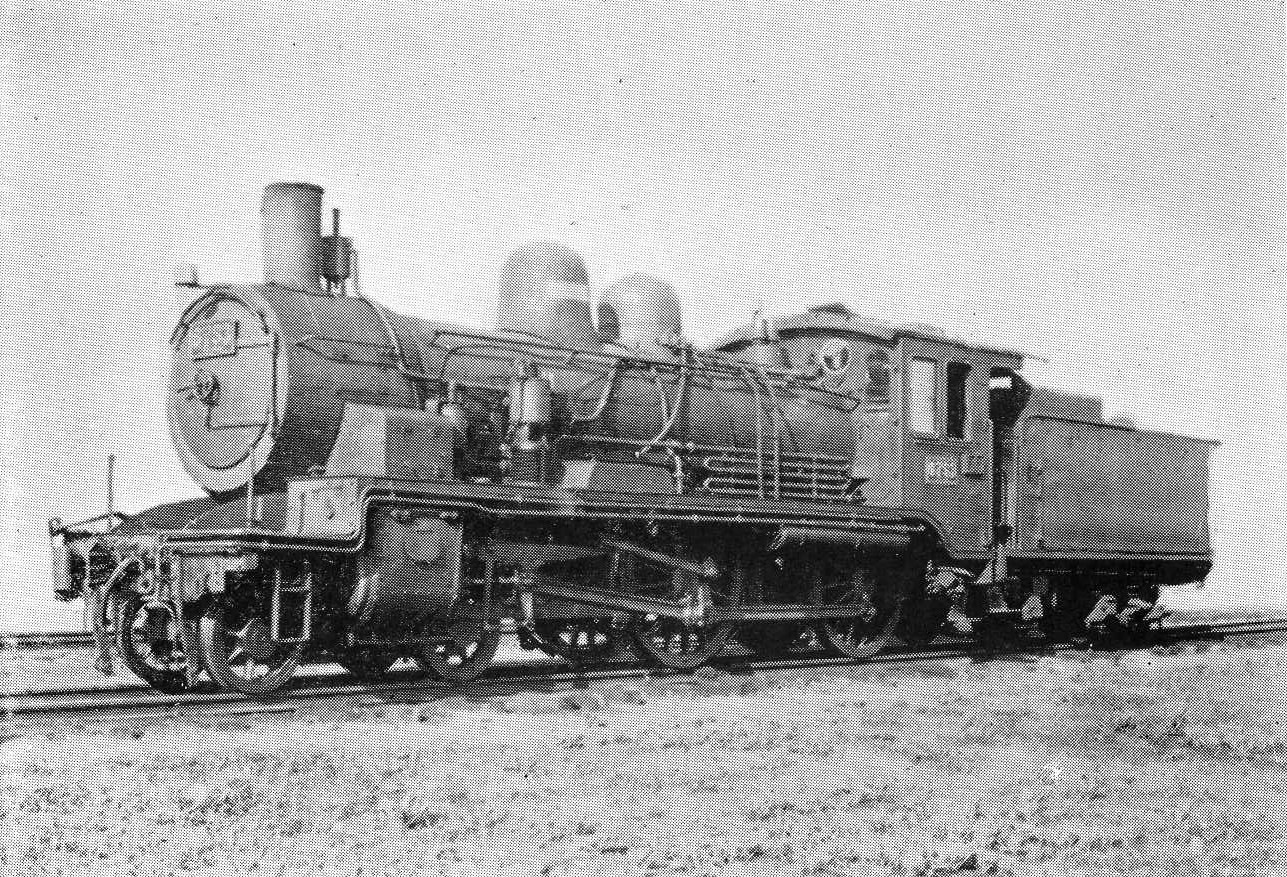
6753

### 概要
6750形は、6700形を基本に蒸気過熱器を装備したもので、1913年（大正2年）に6両（6750 - 6755。製造番号54 - 59）が川崎造船所で製造された。1911年に輸入された8800形、8850形などのシュミット式過熱器を装備した機関車の好成績から、川崎造船所では将来、過熱式機関車が主流となることを確信し、学習のためシュミット式過熱器を輸入し、さらに過熱器の特許使用権を購入してそれに備えた。鉄道院としても、飽和式機関車との比較検討のため、6700形をベースにして過熱器を取付けた機関車を製造することとした。こうして発注されたのが本形式であり、制式となった6760形の前駆といえるものである。
本形式の設計も太田吉松が担当した。基本寸法は6700形の6716以降を踏襲するが、過熱管寄せの取付けのため、煙室は前方に張り出し、煙突の位置はシリンダ中心からやや前方にずれた。過熱器と同じくシュミット社製のピストン弁を使用したため、煙室下部の左右に蒸気管覆いが取付けられ、歩み板の位置が少し高くなった。
炭水車は、第2・第3軸をアーチバー式のボギー台車とした片ボギー式で、川崎造船所製の8850形と同じ形状のものである。

#### 主要諸元
- 全長：15,764mm
- 全高：3,734mm
- 最大幅：2,692mm
- 軌間：1,067mm
- 軸配置：4-4-0(2B)（アメリカン）
- 動輪直径：1,600mm
- 弁装置：ワルシャート式
- シリンダー（直径×行程）：470mm×610mm
- ボイラー圧力：13.0kg/cm2
- 火格子面積：1.6m2
- 全伝熱面積：91.5m2
  - 過熱伝熱面積：19.2m2
  - 全蒸発伝熱面積：72.3m2
    - 煙管蒸発伝熱面積：62.5m2
    - 火室蒸発伝熱面積：9.8m2
- ボイラー水容量：3.6m3
- 大煙管（直径×長サ×数）：140mm×3,692mm×12本
- 小煙管（直径×長サ×数）：51mm×3,692mm×83本
- 機関車重量（運転整備）：43.77t
- 機関車重量（空車）：40.44t
- 機関車動輪上重量（運転整備）：27.26t
- 機関車最大軸重（第1動輪上）：13.97t
- 炭水車重量（運転整備）：29.27t
- 炭水車重量（空車）：14.47t
  - 水タンク容量：11.8m3
  - 燃料積載量：3.00t

### 経歴
1913年5月に落成した本形式は、神戸鉄道管理局に配属され、柳井津に配置されて山陽本線西部で使用された。その後、1920年頃には姫路、1923年頃には奈良に移り、1927年（昭和2年）7月には仙台鉄道局に転用され、秋田に配置されて羽越北線で使用された。羽越線の全通後は、1933年に鰺ヶ沢に移って五能線、さらに1936年（昭和11年）には野辺地に移って大湊線で使用された。
1943年（昭和18年）、6750, 6752の2両は東京鉄道局に移って高島区で横浜港近辺の入換専用となったが、残りは大湊区で営業用のまま1949年（昭和24年）および1950年（昭和25年）に廃車となった。民間に払下げられたもの、保存されたものはない。